# Archipelago
Archipelago är en brittisk dramafilm från 2010. Filmen är regisserad av Joanna Hogg.
Filmen handlar om Edward. Han är i tjugoårsåldern och upplever en kris kring vad han ska göra med sitt liv. Han bestämmer sig för att åka till Afrika för att jobba som volontär på ett projekt som ska minska spridningen av Aids. Innan han reser iväg så har hans mamma ordnat en familjeträff på Tresco i Scillyöarna. Väl där så bubblar olika gamla familjekonflikter upp till ytan.

## Rollista (i urval)
- Tom Hiddleston – Edward
- Kate Fahy – Patricia
- Lydia Leonard – Cynthia
- Amy Lloyd – Rose
- Christopher Baker – Christopher